# Zbigniewice
Zbigniewice – wieś w Polsce położona w województwie świętokrzyskim, w powiecie sandomierskim, w gminie Koprzywnica.
W latach 1975–1998 miejscowość administracyjnie należała do województwa tarnobrzeskiego.
Części Zbigniewic noszą nazwy: Na Gościńcu, Nowa Wieś, Pustka, Stara Wieś, Uleśna, Wesołówka, Zielonka Zbigniewska. 
Wśród obiektów fizjograficznych występują nazwy: Błonie – pola i łąki, Kałek – pola, Ksawerów – pola, Łany – pola, Łąki – pola i łąki, Łysa Góra – pola, wzniesienie, Pustka – pola, Rzechta – pola i krzaki, Szerokie Pole – pola, Uleśna – pola i łąki, Zapustki – pola, Zawlówka – pola.
W 1998 r. Zbigniewice-Wieś miała 131 mieszkańców i 49 gospodarstw o łącznej powierzchni 182,50 ha.
W administracji kościelnej rzymskokatolickiej wieś położona w archidiecezji lubelskiej, w diecezji sandomierskiej, w dekanacie koprzywnickim, w parafii pw. św. Floriana.

## Historia
Wieś Zbigniewice w źródłach historycznych nosi nazwę: Sbignyewicze (XII wieku), Sbygnyewycze (1508) i Zbigniewicze (1578).
Zbigniewice już w XII wieku była wsią rycerską. Nazwa wskazuje, że założycielem mógł być rycerz o imieniu Zbigniew. Na początku lat 30. XX wieku miejscowy rolnik Wincenty Jońca podczas orki w polu odkrył pewien grób wczesnośredniowieczny.
W latach 1421–1450 dziedzicem wsi był szlachetny Wawrzyniec, który władał kilkoma łanami także w pobliskiej wsi Jachimowice (w 1450 r. przeprowadził zamiany nieruchomości (1,5 łana) z opatem koprzywnickim Mikołajem Grotem). W poł. XV wieku jakieś dobra w Zbigniewicach miała rodzina Ossolińskich z Olbierzowic. Miejscowy folwark rycerski oddawał dziesięcinę plebanowi koprzywnickiemu (2 grzywny), a z łanów kmiecych oddawano dziesięcinę biskupowi krakowskiemu (o wartości 3 grzywien).
W II poł. XV wieku Zbigniewice należały do szlachetnej rodziny Balickich; najpierw Andrzej Balicki (zw. Klimontowskim) po roku 1464 włączył je do swojego klucza dóbr (tj. Klimontowa, Dziewkowa, Zakrzowa i innych wiosek), a po nim wieś należała do jego syna Pawła i wnuka Hieronima.
W 1508 r. Zbigniewice płaciły 24 groszy poborowego. W 1570 r. właścicielem wsi był szlachetny Zbigniewski h. Nieczuja. W roku 1578 we wsi było 15 kmieci, gospodarujących na 6,5 łanach, 11 zagrodników i 5 komorników.
W 1827 r. Zbigniewie były wsią prywatną, odnotowano 28 domów i 122 mieszkańców.
W 1874 r. folwark Zbigniewice był własnością ziemiańskiej rodziny Ksawerów; miał powierzchnię 700 mórg, w tym: 555 mórg gruntów ornych i ogrodów, 63 morgi łąk, 31 mórg pastwisk 51 mórg nieużytków, 3 budynki murowane i 14 drewnianych. W 1884 r. we wsi było 33 domy i 225 mieszkańców.
W 1929 r. Zbigniewie miały 27 domów i 171 mieszkańców; 2 klasy Publicznej Szkoły Powszechnej oraz Ochotniczą Straż Pożarną. Natomiast Kolonia Zbigniewice miała 10 domów i 61 mieszkańców, w tym 16 Żydów. Z kolei Kolonia Zbigniewie-Pustka miała 20 domów i 141 mieszkańców, w tym 15 Żydów.

## Sport
W Zbigniewicach istnieje klub piłkarski – Zryw Zbigniewice (świętokrzyska B klasa, grupa III).